# Strobilanthes fusca
Strobilanthes fusca är en akantusväxtart som beskrevs av John Richard Ironside Wood. Strobilanthes fusca ingår i släktet Strobilanthes och familjen akantusväxter. Inga underarter finns listade i Catalogue of Life.